# Trương Hiến Trung
Trương Hiến Trung (chữ Hán: 张献忠, 01 tháng 1, 1600 – 02 tháng 1, 1647), tên tự là Bỉnh Trung, hiệu là Kính Hiên, người bảo Giản, huyện Liễu Thụ, vệ Duyên An, là lãnh tụ khởi nghĩa nông dân cuối đời nhà Minh, từng kiến lập chính quyền Đại Tây (Đại Tây Cao Đế); đồng thời với Lý Tự Thành, người kiến lập chính quyền Đại Thuận.

## Tham gia khởi nghĩa
Trương Hiến Trung lúc nhỏ gia cảnh nghèo khó, đã được học chữ, lớn lên tham gia quân đội, từng làm bộ khoái Lính Gác Cửa Nha Môn của phủ Duyên An, về sau bị cách chức, nên tòng quân ở trấn Duyên Tùy. Vì phạm pháp nên bị xử chém, chủ tướng Trần Hồng Phạm (陳洪範) thấy tướng mạo của ông lạ lùng, "sau này không làm Vua thì cũng là quý ngôi Vương Hầu", bèn xin quan Tổng binh Vương Uy, thay bằng phạt đòn, đánh ông 100 côn. Từ đó Trương Hiến Trung quanh quẩn ở trong làng.
Cuối những năm Thiên Khải (1620 – 1627), tỉnh Thiểm Tây đã chịu nhiều tai ương. Do hạn hán kéo dài, mất mùa liên tiếp, người Phủ Cốc là Vương Gia Dận chiếm cứ núi Hoàng Long, hiệu triệu dân đói ở Thiểm Bắc khởi nghĩa; tiếp theo là Vương Tả Quải ở Nghi Xuyên, Cao Nghênh Tường ở An Trại, Trương Tồn Mạnh ở Lạc Xuyên, Vương Tự Dụng ở Duyên Xuyên, Vương Đại Lương ở Hán Nam… nối nhau hưởng ứng.
Năm Sùng Trinh thứ 3 (1630), Trương Hiến Trung tại quê nhà tụ tập 18 trại nông dân, tổ chức thành đội ngũ, hưởng ứng cuộc khởi nghĩa của Vương Gia Dận, tự đặt hiệu là "Bát Đại vương". Vì ông người cao gầy mà mặt vàng nhỏ, râu dài 1 thước 6 tấc, tráng kiện, mạnh mẽ, quả cảm, hào hiệp, trong quân gọi ông là "Hoàng hổ". Ban đầu ông chỉ huy 1 đội, sau trở thành chỉ huy của 1 cánh quân. Bộ chúng của ông trở thành doanh binh mạnh nhất trong 36 doanh mà Vương Tự Dụng làm minh chủ. Trương Hiến Trung theo nghĩa quân chiến đấu ở Thiểm Tây, Sơn Tây, Hà Nam, An Huy, Hồ Bắc, Tứ Xuyên…, liên tiếp lập chiến công.

## Phá hủy Hoàng Lăng
Mùa đông năm Sùng Trinh thứ 6 (1633), đại bộ phận nghĩa quân vượt sông Hoàng Hà, quân bản bộ của Trương Hiến Trung trở thành một trong 13 cánh quân mà Cao Nghênh Tường làm Minh Chúa.
Năm Sùng Trinh thứ 7 (1634), Trương Hiến Trung vào Xuyên, phá được Quỳ Châu, tiến vây Thái Bình, Trùng Khánh. Nữ tổng binh Tần Lương Ngọc đưa quân đón đánh, ông khiếp sợ uy danh của đội quân "Bạch can binh" dưới tay Tần Lương Ngọc, vội vàng bỏ chạy. Tần Lương Ngọc đưa quân đuổi theo, đúng lúc con trai bà là Mã Tường Lân đưa quân về Xuyên, trước sau giáp kích, đánh bại Trương Hiến Trung, buộc ông chạy về Hồ Quảng.
Năm Sùng Trinh thứ 8 (1635), các lộ nghĩa quân bị quan quân vây khốn ở Hà Nam. 13 thủ lĩnh nghĩa quân mở hội nghị quân sự tại Huỳnh Dương, Hà Nam, thương thảo biện pháp xông ra khỏi vòng vây. Sau hội nghị, Trương Hiến Trung và Lý Tự Thành dưới sự chỉ huy của Sấm vương Cao Nghênh Tường tiến về phía Đông. Lúc này, chủ lực của đông lộ quân là bộ đội của Trương Hiến Trung. Họ tác chiến dũng mãnh, liên tiếp phá được các châu huyện như Cố Thủy, Hà Nam và Hoắc Khâu, An Huy… thẳng tiến đến trung đô Phượng Dương của nhà Minh.
Vào một buổi sáng đầy sương mù, nghĩa quân do bộ đội của Trương Hiến Trung làm tiên quân bao vây thành Phượng Dương. Không đến nửa ngày, họ đã tiêu diệt 2 vạn quân, giết chết Tướng giữ thành Chu Quốc Chánh; bắt sống Phượng Dương Tri phủ Nhan Dung Huyên, trước mặt trăm họ liệt kê tội trạng của ông ta, rồi xử tử hình. Trương Hiến Trung đem chiến lợi phẩm và lương thực trong kho chia cho nông dân nghèo khổ, rồi kêu gọi trăm họ khắp nơi chặt hết mấy chục vạn gốc tùng bách của Hoàng Lăng, hủy đi quần thể kiến trúc của chùa Long Hưng (còn gọi là Hoàng Giác), nơi Chu Nguyên Chương xuất gia; sau đó phóng hỏa thiêu rụi mộ tổ của Hoàng đế.
Việc làm này khiến cho triều đình nhà Minh chấn động dữ dội, vua Sùng Trinh lập tức khoác tang phục, chạy đến Thái miếu, khóc to thành tiếng trước bài vị của tổ tông; rồi hạ lệnh cho quan viên trong triều ăn mặc đơn giản để biểu hiện sự đau xót. Giết chết Tuần phủ và Ngự sử Tuần án của Phượng Dương; cách chức và đưa về kinh chờ định tội Đốc sư của 5 tỉnh mà nghĩa quân đang hoạt động.

## Tạm nhận chiêu an
Trương Hiến Trung đưa quân Nam hạ, liên tiếp hạ được Lư Châu, An Khánh, Hòa Châu, Trừ Châu, rồi men theo Trường Giang đánh đến Giang Tô, không ai địch nổi. Sau đó lại đưa quân về phía tây, vượt Anh Sơn, Hoắc Sơn, cùng bộ đội của Mã Thủ Ứng hội sư ở Ma Thành, Hồ Bắc. Tiếp theo, từ Hồ Bắc tiến vào Hà Nam, lại tiến vào Thiểm Tây, từ Thương Lạc đánh ngược về Quan Trung.
Trương Hiến Trung di chuyển hàng ngàn dặm, chợt đông chợt tây, nhắm vào sự liên kết yếu kém của quan quân các nơi, phá vỡ kế hoạch vây hãm và tiêu diệt nghĩa quân ở Trung Nguyên. Trương Hiến Trung quay lại Quan Trung, cùng Cao Nghênh Tường hội họp ở Phượng Tường. Lại cùng quan quân do Binh bộ Thượng thư Hồng Thừa Trù thống soái tiến hành mấy lần giao chiến ở Thiểm Tây; đại tướng thủ hạ của Hồng là Ngải Vạn Niên, Tào Văn Chiếu đều bị nghĩa quân chém chết, quân triều đình tổn thất nặng nề. Nghĩa quân sau đó nhắm thẳng vào Hà Nam.
Đầu năm Sùng Trinh thứ 9 (1636), lực lượng nghĩa quân phát triển lớn mạnh đến mấy chục vạn người. Khi hội quân ở Hà Nam, thường đóng trại liên tiếp đến trăm dặm, riêng bộ đội của Trương Hiến Trung có đến hơn chục. Tháng 9, Cao Nghênh Tường không may bị phục kích, bị bắt và bị giết. Phần lớn nghĩa quân theo Lý Tự Thành chuyển đến đánh khu vực phía tây Đồng Quan, Trương Hiến Trung đưa bộ hạ tiếp tục vây đánh khu vực phía đông Đồng Quan, giao chiến ở Ngạc, Dự, Hoàn, nhiều lần đánh bại quan quân. Ông tập kích Hứa Châu, giết anh trai của Tả Lương Ngọc, giành được một lượng lớn vật tư. Tháng 3 năm Sùng Trinh thứ 10 (1637), giết chết tướng lĩnh nhà Minh là Phan Khả Đại trong một quán trọ ở An Khánh.
Tháng 10, Binh bộ Thượng thư, Nội các Đại học sĩ Dương Tự Xương bày ra những kế hoạch tiễu trừ nghĩa quân như "tứ chánh" (4 đích), "lục ngung" (6 cạnh), "thập diện trương võng" (10 mặt giăng lưới), do các cánh nghĩa quân không được thống nhất chỉ huy, đến mùa xuân năm năm Sùng Trinh thứ 11 (1638), họ lần lượt bị bẻ gãy. Lý Tự Thành gặp nhiều thất bại ở Thiểm Tây, nhóm Lưu Quốc Năng quy thuận triều đình ở Hà Nam, Trương Hiến Trung cũng rơi vào hoàn cảnh hết sức khó khăn.
Vào lúc Trương Hiến Trung tập kích Nam Dương, bị Tả Lương Ngọc đánh bại, bản thân cũng bị thương, may được bộ hạ là Tôn Khả Vọng ra sức cứu thoát, đưa quân chạy về Cốc Thành. Nhằm bảo tồn thực lực trước thế công dữ dội của quan quân, Trương Hiến Trung ở Cốc Thành, La Nhữ Tài ở Vân Dương đã tiếp nhận sự "chiêu an" của Binh bộ Thượng thư Hùng Văn Xán. Dù vậy ông cự tuyệt việc sắp xếp phân tán nghĩa quân của triều đình, không nhận quan hàm, giữ vững quyền độc lập của mình.
Trương Hiến Trung đến đóng quân ở Vương Gia Hà, đổi tên thành trấn Thái Bình, chia 4 vạn bộ hạ làm 4 doanh, cho 4 viên đại tướng thống lĩnh. Trong thời gian này, ông không ngừng tích cỏ trữ lương, chế tạo quân khí, chiêu binh mãi mã, huấn luyện sĩ tốt. Trương Hiến Trung còn thường xuyên giảng dạy "Tôn tử binh pháp" cho mọi người kết hợp với thực tế chiến trường, chờ thời cơ quật khởi.

## Dựng lại cờ nghĩa
Tháng 5 năm Sùng Trinh thứ 12 (1639), Trương Hiến Trung ở Cốc Thành dựng lại cờ khởi nghĩa, nghĩa quân nhanh chóng đánh tan quân Minh ở Cốc Thành, giết chết Huyện lệnh Nguyễn Chi Điền và Tuần án Ngự sử Lâm Minh Cầu, bức hàng Giám quân đạo Trương Đại Kinh và Mã Đình Bảo, Từ Khởi Tộ; phá hủy tường thành, cướp kho phá ngục. Trước khi rời khỏi Cốc Thành, Trương Hiến Trung đem danh sách quan viên trên dưới lớn nhỏ đòi ông phải đút lót, rành rành về số tiền và thời gian, chép lên tường vách trong ngoài thành, để trăm họ thấy được sự hủ bại của triều đình.
Trương Hiến Trung lại nổi dậy, La Nhữ Tài, Mã Thủ Ứng cũng nổi lên hưởng ứng, đến Cốc Thành hội họp với ông. Lý Tự Thành đang ẩn náu trong núi Thương Lạc cũng dựng cờ gióng trống, vượt huyện Vân, Hồ Bắc, tiến vào Hà Nam.
Hùng Văn Xán nghe tin nghĩa quân lại nổi dậy, lập tức điều Tả Lương Ngọc đưa đại binh đến tiễu trừ. Đại quân của Trương Hiến Trung mai phục ở núi La Hầu, phía Tây huyện Phòng, phái một đội quân ra đánh, giả vờ thua chạy, dẫn dụ quan quân vào núi. Phục binh vây đánh, hơn 1 vạn quan quân tan rã, La Đại bị bắt sống, Tả Lương Ngọc vứt bỏ mũ giáp mà chạy trốn, quân phù ấn tín đều thất lạc. Vua Sùng Trinh nổi giận, cách chức rồi giết chết Hùng Văn Xán, giáng Tả Lương Ngọc 3 cấp, cho theo quân chuộc tội. Tiếp theo, Sùng Trinh phái Đại học sĩ, Binh bộ Thượng thư Dương Tự Xương làm Đốc sư, Tổng đốc nắm quyền chỉ huy việc tiễu trừ nghĩa quân.
Dương Tự Xương đến Tương Dương, lại dùng đến các kế sách "4 đích", "6 cạnh", "10 mặt giăng lưới", tập hợp 10 vạn quân, tăng tiền lương lên 280 vạn, truyền hịch cho tướng lĩnh trấn thủ các phủ Hà Nam, Tứ Xuyên, Thiểm Tây, Vân Dương, ngăn giữ các nơi hiểm yếu, nhiệm vụ chủ yếu là tiễu trừ Trương Hiến Trung và Lý Tự Thành. Ban đầu, Trương Hiến Trung không nắm được tình huống, liên tiếp gặp thất lợi, vô cùng bị động. Về sau thông qua tình báo, ông biết rõ tình hình của quan quân, bèn thuyết phục La Nhữ Tài, kết hợp 2 cánh quân, tăng cường lực lượng của nghĩa quân. Họ "dĩ tẩu chế địch", "tị thật kích hư", dùng chiến thuật thoát ẩn thoắt hiện đối phó với quan quân. Đồng thời, Trương Hiến Trung cũng tăng cường công tác tình báo, phái nhiều binh sĩ lanh lợi cải trang làm những người buôn bán nhỏ, thám thính tin tức khắp nơi. Trăm họ cũng thường báo cho nghĩa quân những động hướng của quan quân, còn dẫn đường cho họ. Nhờ nắm bắt địch tình, nghĩa quân hành động nhanh chóng, khiến quan quân trở tay không kịp. Nhưng rốt cục nghĩa quân vẫn nằm trong vòng vây của quan quân, nguy cơ bị tiêu diệt vẫn còn đó. Trương Hiến Trung biết rằng muốn phá tan kế sách của Dương Tự Xương, cần phải thoát ra ngoài.

## Vào Xuyên chiến đấu
Tháng giêng nhuận năm Sùng Trinh thứ 13 (1640), Trương Hiến Trung bị Tả Lương Ngọc đánh bại, đưa quân vào Xuyên. Trên đường đi nghĩa quân lại bị Trịnh Sùng Kiệm và Tả Lương Ngọc giáp kích tại núi Mã Não, huyện Thái Bình, tổn thất nặng nề. Tiếp theo lại bị quân đội các nơi Hồ Quảng, Tứ Xuyên và Thiểm Tây đuổi theo chặn đánh, nghĩa quân liên tiếp thất bại, chạy đến núi Quy Châu, huyện Hưng An thì bị Tả Lương Ngọc ngăn lại vây đánh. Trương Hiến Trung lợi dụng mâu thuẫn giữa Tả và Dương Tự Xương, nhân lúc Tả buông lỏng, chạy khỏi Hưng An, hội họp với La Nhữ Tài. Ông lợi dụng mẫu thuẫn giữa Tứ Xuyên Tuần phủ Thiệu Tiệp Xuân và Dương Tự Xương, tập trung binh lực, tấn công dữ dội vào căn cứ phòng thủ của Thiệu ở Tân Ninh . Thiệu Tiệp Xuân không đề phòng, quan quân lập tức tan rã. Sau khi đột phá Tân Ninh, nghĩa quân có thể vào Xuyên, phá tan kế sách vây hãm rồi tiêu diệt nghĩa quân ở khu vực giao giới 3 tỉnh Ngạc, Xuyên, Thiểm của Dương Tự Xương.
Tháng 12, Dương Tự Xương hết cách, lại dùng đến biện pháp "chiêu an". Ông ta tuyên bố xá miễn cho La Nhữ Tài, chỉ không tha cho Trương Hiến Trung, ai bắt được Trương sẽ được thưởng muôn lạng vàng, phong làm Hầu tước. Ngày hôm sau, trên bức tường nơi Dương Tự Xương đóng quân xuất hiện bố cáo: "Người nào chém được đầu của Đốc sư, được thưởng 3 đồng bạc".
Tháng giêng năm Sùng Trinh thứ 14 (1641), Trương Hiến Trung bị Tả Lương Ngọc đuổi kịp ở thành Hoàng Lăng, huyện Khai; Tả bộ Tham tướng Lưu Sĩ Kiệt, Du kích Quách Khai Lực của quan quân lập tức ra đánh. Nghĩa quân lấy sức nhàn chống sức mỏi, Trương Hiến Trung kéo một đội tinh binh quấn lấy phía sau của quan quân mà đánh. Tả Lương Ngọc bỏ chạy, Lưu, Quách bị giết, quan quân tử thương quá nửa, nghĩa quân thu được toàn thắng.

## Nhắm đến Ngạc Trung
Tiếp theo, Trương Hiến Trung đưa quân rời Xuyên, hành quân suốt 1 ngày đêm, thẳng đến Ngạc Trung. Khi nghĩa quân đến Đương Dương, quan quân ở đây không hề hay biết, Trương Hiến Trung làm một bài ca dao chế giễu quan quân: "Trước có Thiệu Tuần phủ (Thiệu Tiệp Xuân), thường đến múa góp vui; sau có Liêu Tham quân (Liêu Đại Hanh), không đánh theo ý ta. Hay như Dương các bộ (Dương Tự Xương), cách ta 3000 dặm."
Tháng 2, Trương Hiến Trung chiếm được Tương Dương, thu được một lượng lớn quân nhu tiền lương. Ông đem 10 vạn lạng bạc ra chẩn tế dân đói, xử tử Tương vương Chu Dực Minh và Quý Dương vương Chu Thường Pháp. Nghĩa quân được trăm họ ủng hộ, hoan vô vang trời. Dương Tự Xương nghe tin Trương Hiến Trung rời Xuyên, vội vã trở về Nghi Xương. Tại Sa Thị nghe tin Lý Tự Thành công phá Lạc Dương, giết chết Phúc vương, ông ta biết tội chết khó tránh, lo sợ mà qua đời. Tả Lương Ngọc bị tước chức, lĩnh binh chuộc tội.
Nghĩa quân lại vượt Trường Giang hạ được Phàn Thành, hợp binh với La Nhữ Tài tiến lên phía Bắc. Tháng 4, họ không hạ được Ứng Sơn, chuyển sang đánh Tùy Châu, chiếm được. Tháng 6, Trương Hiến Trung đưa quân đánh Nam Dương, tính lấy Tín Dương ở phía Đông. Tháng 7, Trương Hiến Trung lại phá được Vân Tây, đến Tín Dương. Tháng 8, Tả Lương Ngọc đưa quân đuổi kịp Trương Hiến Trung ở Tín Dương, nghĩa quân đại bại; Trương Hiến Trung ôm vết thương ra khỏi Thương Thành, chạy theo hướng Anh Sơn, lại bị Vương Doãn Thành đánh bại, bộ hạ tan rã, chỉ còn vài chục kỵ binh đi theo. Trước đó, La Nhữ Tài và Trương Hiến Trung bất đồng ý kiến, đã chạy đến đầu hàng Lý Tự Thành. Sau trận thua ở Tín Dương, ông cũng đến đầu hàng Lý. Nhưng Lý Tự Thành thấy ông không có ý định khuất phục nên muốn giết đi, nhờ La Nhữ Tài ngăn cản. La tặng riêng cho ông 500 kỵ binh, Trương Hiến Trung từ Hà Nam qua An Huy tiến xuống phía đông. Lúc này Lý Tự Thành tấn công Khai Phong, người thay thế Dương Tự Xương là Thiểm Tây Tổng đốc kiêm Đốc sư Đinh Khải Duệ và Tả Lương Ngọc vội vàng đưa quân lên phía Bắc cứu viện Khai Phong. Cuối năm, Trương Hiến Trung thừa cơ phá Bạc Châu, tiến vào khu vực Anh Sơn, Hoắc Sơn, gặp gỡ Cách, Tả ngũ doanh , thanh thế của nghĩa quân lại được chấn hưng.

## Tiến công Hồ Quảng
Tháng 2 năm Sùng Trinh thứ 15 (1642), Trương Hiến Trung soái nghĩa quân mới tập hợp tấn công phá được Thư Thành, Lục An, tiến chiếm Lư Châu, giết Tri phủ Trịnh Lý Tường. Lại liên tiếp hạ Vô Vi, Lư Giang, rồi tại Sào Hồ huấn luyện thủy quân. Tiếp theo lại đánh bại quan quân của Tổng binh quan Hoàng Đắc Công, Lưu Lương Tá. Thắng lợi của nghĩa quân Trương Hiến Trung khiến cho Giang Nam chấn động, Phượng Dương Tổng đốc Cao Đấu Quang, An Khánh Tuần phủ Trịnh Nhị Dương bị đổi đi, Mã Sĩ Anh lại được dùng. Tháng 10, Trương Hiến Trung bị Lưu Lương Tá đánh bại, chạy về Đan Thủy ở phía Tây. Cách, Tả ngũ doanh lên phía Bắc đầu hàng Lý Tự Thành. Tả Lương Ngọc vì tránh Lý, rút hết quân Hồ Quảng tiến xuống phía Đông, Trương Hiến Trung thừa cơ đánh chiếm Hoàng Mai.
Tháng giêng năm Sùng Trinh thứ 16 (1643), Trương Hiến Trung nhân đêm tối đánh hạ Đan Châu. Tháng 3, liên tiếp hạ được Đan Thủy, Hoàng Châu, Ma Thành. Tại Ma Thành, ông chiêu mộ được mấy vạn người. Tháng 5, nghĩa quân giành được Hán Dương ở phía Tây, từ cù lao Áp Đản (ấp trứng) vượt qua Trường Giang, nhanh chóng đánh chiếm phủ thành Vũ Xương. Quan lại giữ thành nghe tin đã bỏ trốn. Binh sĩ mà Sở vương Chu Hoa Khuê chiêu mộ làm nội ứng, mở rộng cửa thành đón nghĩa quân. Trương Hiến Trung sau khi giết chết Sở vương, lấy được hàng trăm vạn lạng vàng bạc, dùng mấy trăm cỗ xe chở không hết. Nghĩa quân phân phát hơn 600 vạn lạng bạc nhằm chẩn tế dân đói ở các nơi Vũ Xương, Hán Dương, Lục An,…

## Xưng Đại Tây vương
Tại Vũ Xương, Trương Hiến Trung tự xưng "Đại Tây vương", kiến lập chính quyền nông dân Đại Tây. Ông thiết lập 6 bộ và 5 quân Đô đốc phủ, ủy nhiệm quan lại địa phương. Đổi Vũ Xương gọi là phủ Thiên Thụ, Giang Hạ gọi là huyện Thượng Giang, rồi mở khoa thi chọn lấy nhân tài, cả thảy 30 tiến sĩ, 48 thiện sanh, đều ban cho quan chức ở châu huyện. Bấy giờ, Lý Tự Thành cũng đã xưng Vương, đối với việc Trương Hiến Trung chiếm cứ Vũ Xương vô cùng bất mãn, sai người đến chúc mừng: "Lão hồi hồi  đã hàng, Tào Cách Tả  đều chết; sắp đến ngươi rồi!" Lúc này, Tả Lương Ngọc đưa quân lên phía tây, rất nhiều quan lại Đại Tây bị bắt giết, Trương Hiến Trung sợ hãi, tính đến việc không xưng Vương nữa. Tháng 8, Trương Hiến Trung tiến xuống Hồ Nam ở phía Nam, lấy 20 vạn trọng binh đánh chiếm Nhạc Châu. Sau đó tiến đánh Trường Sa, Tổng binh Doãn Tiên Dân, Hà Nhất Đức của nhà Minh đầu hàng.
Trương Hiến Trung sau khi chiếm được Trường Sa, tuyên bố miễn 3 năm thuế lương thực. Tiếp đó, lại đánh lấy Hành Châu và các châu huyện sở thuộc, đến những nơi này, nghĩa quân kỷ luật nghiêm minh. Người đời Thanh Lưu Hiến Đình chép rằng: "Tôi nghe Trương Hiến Trung đến Hành Châu, không giết người nào, còn hỏi về Lâu thánh công , quả nhiên như vậy."
Đồng thời với nghĩa quân đánh chiếm Vũ Lăng, Trương Hiến Trung lĩnh binh hướng về Bình Hương, Giang Tây tiến công, phá Vạn Tái, chia quân 2 lộ đánh hạ Viên Châu. Sau đó Tả Lương Ngọc đưa quan quân phản công, giành lại Viên Châu, nhưng vì bộ hạ của ông ta bạo ngược, triều đình đành phải cho ông ta rút về, chiêu mộ binh sĩ đại phương trấn thủ. Trương Hiến Trung tận dụng thời quan quân được điều động, liên tiếp chiếm được các huyện Cát Thủy, Vĩnh Tân, An Phúc, Thái Hòa, rồi cắt đặt quan lại địa phương, an ủi trăm họ, một lần nữa giành lại Viên Châu. Tháng 12, Giang Tây Tổng đốc Lữ Đại Khí đưa quân phản công, các huyện Cát An… trước sau lại mất đi. Trương Hiến Trung bị cản trở ở Giang Tây, đành đưa quân về Nhạc Châu. Triều đình vội phái Tả Lương Ngọc dời đến giữ Vũ Xương, chia quân 2 lộ, một đánh Nhạc Châu, một đánh Viên Châu, Giang Tây, 2 nơi này đều bị quan quân giành lại. Trương Hiến Trung quyết định lên phái bắc, tại Gia Ngư , men theo một dải bờ sông mai phục bộ đội, đánh bại quân đội tinh nhuệ của Tả Lương Ngọc, khiến Tả không thể chấn hưng trở lại. Trương Hiến Trung thu hàng quan quân ở dọc đường, biên chế làm "Tân Phụ quân", thế lực càng thịnh vượng hơn cả lúc trước. Bấy giờ, Trương Hiến Trung khống chế 1 khu vực rộng lớn bao gồm: toàn bộ Hồ Nam, nam bộ Hồ Bắc, Quảng Đông, bắc bộ Quảng Tây. Vì muốn phát triển trong tương lại, ông quyết định tiến đánh Tứ Xuyên.

## Lại đánh Tứ Xuyên
Tháng giêng năm Sùng Trinh thứ 17 (1644), Trương Hiến Trung đưa quân lên đường hướng về Tứ Xuyên. Nghĩa quân phá được Quỳ Châu, đến huyện Vạn, nước dâng cao nên đóng quân ở lại 3 tháng. Tiếp đó, liên tiếp phá Lương Sơn, Trung Châu và Phù Châu, đánh bại Tổng binh Tào Anh, phá Phật Đồ quan. Tứ Xuyên Tổng binh Tần Lương Ngọc đưa quân đến đánh cũng bị nghĩa quân đánh bại. Sau khi nghĩa quân phá Lư Châu, ngày 21/06 chiếm được trọng trấn của Xuyên Bắc là Trùng Khánh. Một loạt Tông thất và quan lại nhà Minh như Thụy vương Chu Thường Hạo, Tuần phủ Trần Sĩ Kì, Binh bộ Phó sứ Trần Huân, Tri phủ Vương Hành Kiệm… từ Hán Trung đến, đều bị nghĩa quân bắt được đem ra xử tử. Ngày 04/07, Trương Hiến Trung mệnh cho Lưu Đình Cử giữ Trùng Khánh, tự mình đưa quân đi đánh thủ phủ của Tứ Xuyên là Thành Đô. Dọc đường đi các châu huyện nghe tin đều tan vỡ, lửa cháy hàng trăm dặm không dứt, Thành Đô chấn động. Tứ Xuyên Tuần phủ Long Văn Quang từ Thuận Khánh đến chi viện Thành Đô, lại điều Tổng binh Lưu Trấn Phiên đưa thổ binh vùng phụ cận đến giữ thành. Vào lúc quân Minh tập trung về Thành Đô, Trương Hiến Trung sai bộ hạ giả làm viện binh, chạy bừa vào thành, Long Văn Quang không thể phân biệt được. Ngày 07/08, nghĩa quân 4 mặt đánh thành, trong ứng ngoài hợp, trong 3 ngày thành bị phá.
Ngày 09/08, nghĩa quân hạ được Thành Đô. Thành Đô vương Chu Chí Chú, Thái Bình vương Chu Chí Lục tự sát, các quan viên chủ yếu của nhà Minh ở Tứ Xuyên là Tuần phủ Long Văn Quang, Tuần án Ngự sử Lưu Chi Bột, Án sát Phó sứ Trương Kế Mạnh… vì chống cự không đầu hàng, đều bị nghĩa quân xử tử. Ban đầu, Lý Tự Thành sai Mã Kha vào Xuyên, đánh chiếm Thuận Khánh. Tự Thành mệnh cho Mã Kha đóng giữ Miên Châu, Trương Hiến Trung phái Ngải Năng Kì đến đánh không được, tự mình đến chỉ huy, Mã Kha thua chạy về Hán Trung. Tháng 10, Lý Định Quốc đánh chiếm Bảo Ninh; Tôn Khả Vọng hạ Long An, sai Vương Vận Hành giữ lấy, lại đưa quân đánh Mậu Châu, phá được. Tiếp đó, Ngải Năng Kì lại đánh chiếm Nhã Châu. Đến đây, phần lớn Tứ Xuyên đã bị quân khởi nghĩa Trương Hiến Trung khống chế.

## Kiến lập chính quyền Đại Tây
Ngày 16/11, Trương Hiến Trung tại Thành Đô xưng Đế, đặt quốc hiệu là Đại Tây, đổi niên hiệu là Đại Thuận, lấy Thành Đô làm Tây kinh. Sau khi kiến lập chính quyền Đại Tây, sắp đặt Tả Hữu Thừa tướng, 6 bộ Thượng thư và quan viên văn võ. Mệnh cho Uông Triệu Lân làm Tả Thừa tướng, Nghiêm Tích Mệnh làm Hữu Thừa tướng. Lấy Vương Quốc Lân, Giang Đỉnh Trấn, Cung Hoàn Kính làm Thượng thư. Chính quyền Đại Tây ban hành "Thông Thiên lịch", đặt cục đúc tiền làm ra "Đại Tây thông bảo" để lưu hành. Mở khoa thi, tuyển lấy 30 tiến sĩ, cho nhậm chức ở châu huyện. Chính quyền Đại Tây tuyên bố miễn tô thuê 3 năm đối với trăm họ các dân tộc Tây Nam. Hiệu lệnh của Trương Hiến Trung nghiêm ngặt, không cho phép tự ý chiêu binh, không cho phép nhận bất cứ thứ gì của dân, không cho phép lấy con gái bản địa làm vợ… Ông phong 4 người con nuôi làm Vương, Tôn Khả Vọng làm Bình Đông vương, Lưu Văn Tú làm Phủ Nam vương, Lý Định Quốc làm An Tây vương, Ngải Năng Kì làm Định Bắc vương.
Về quân sự, chính quyền Đại Tây đặt ra Ngũ quân Đô đốc phủ, Trung quân Vương Thượng Lễ, Tiền quân Vương Định Quốc, Hậu quân Phùng Song Lễ, Tả quân Mã Nguyên Lợi, Hữu quân Trương Hóa Long. Chia quân làm 120 doanh, lấy Hổ Uy, Báo Thao, Long Thao, Ưng Dương làm Túc vệ, đặt chức Đô đốc để lĩnh các doanh ấy. Ngoài thành đặt 10 doanh lớn, 12 doanh nhỏ, ở giữ đặt Lão doanh, còn gọi là Ngự doanh, là nơi ở của Trương Hiến Trung. Lại mệnh Tôn Khả Vọng làm Bình Đông Tướng quân, coi 19 doanh; Lý Định Quốc làm An Tây Tướng quân, coi 16 doanh; Lưu Văn Tú làm Phủ Nam Tướng quân, coi 15 doanh; Ngải Năng Kì làm Định Bắc Tướng quân, coi 20 doanh.
Không lâu sau, tướng lĩnh nhà Minh là Tằng Anh, Lý Chiêm Xuân, Vu Đại Hải, Vương Tường, Dương Triển, Tào Huân… các nơi nối nhau tụ tập binh mã, tập kích quân đội Đại Tây, giết chết quan viên Đại Tây ở địa phương, gây ra sự uy hiếp rất lớn lên chính quyền Đại Tây. Đối với việc này, Trương Hiến Trung tiến hành trấn áp quyết liệt.
Trương Hiến Trung mệnh cho Tôn Khả Vọng đi lấy Hán Trung, bị bộ tướng của Lý Tự Thành là Hạ Trân kích bại. Trương Hiến Trung tự mình làm cứu viện, đi ngang qua núi Thất Khúc, Tử Đồng, ngước lên trông thấy miếu thần, ghi là họ Trương, liền nói: "Đây là tổ tiên của tôi", rồi truy tặng tôn hiệu, gọi Thủy tổ Cao Hoàng đế. Mệnh cho sửa sang tòa miếu và khắc đá ghi lại việc này.
Bộ tướng Lưu Tiến Trung vào ở Bảo Ninh phủ, bộ tướng Mã Nguyên Lợi phá được Thuận Khánh rồi giữ ở đấy. Sau tết Nguyên Đán năm Ất Dậu (1645), mồng 3 tết Trương Hiến Trung nói với bộ hạ rằng: "Tam Quốc về sau, Trung Nguyên của nhà Hán cũng nối liền với Tứ Xuyên, nay ta định đô ở Xuyên, không lấy Hán Trung, sao tránh được người ta được Lũng lại muốn Thục!? Nghe nói Sấm vương sai Mã Hoảng giữ Hán Trung, Hoảng tài năng tầm thường, chẳng giữ được bao lâu, ngày sau ông ta thay người có năng lực đến, thì khó mà lấy được." Nhằm đảm bảo cho sự an toàn của Tứ Xuyên, ông phái Bình Đông, Hổ Uy 2 tướng đi về phía bắc bình định khu vực Hán Nam. Lại mệnh cho Đô đốc Trương Quảng Tài sớm diệt Tằng Anh, để mở ra con đường tiến xuống phía đông. Ngày 16, 2 cánh quân trên cùng xuất phát, không biết Lý Tự Thành đã thay Mã Hoảng bằng Hạ Trân. Kết quả 3 vạn binh mã Đại Tây bị Hạ Trân đánh bại.

## Đấu tranh kháng Thanh
Mùa hạ năm Đại Thuận thứ 2, tức là Thuận Trị thứ 2 nhà Thanh (1645), chính quyền Phúc vương (Hoằng Quang Đế) nhà Nam Minh diệt vong. Nhà Thanh một mặt phái Hà Lạc Hội làm Định Tây Tướng quân, tiến đánh Tứ Xuyên, một mặt hạ chiếu thư dụ hàng Trương Hiến Trung. Chiếu thư nói rằng: "Trương Hiến Trung gây ra nhiễu loạn, đều là việc ở triều Minh… Trương Hiến Trung nếu như hiểu thiên thời, đưa quân về hàng, đương nhiên được thăng quan phát tài, con cháu đời đời, mãi hưởng phú quý… Nếu chần chừ ngó nghiêng, không sớm đầu hàng, đại quân kéo đến, hối hận không kịp." Trương Hiến Trung lại càng quyết tâm kháng Thanh. Lúc này, Hà Lạc Hội bị nghĩa quân Thiểm Tây ngăn trở, vẫn chưa thể tiến vào Tứ Xuyên.
Chính quyền Đại Tây và quân đội nông dân của Trương Hiến Trung khi đó không những phải chống lại tàn dư quân đội nhà Minh, mà còn phải tranh đấu với địa chủ vũ trang ở Tứ Xuyên. Nguyên Xuyên Thiểm Tổng đốc vẫn nhậm nguyên chức, chính quyền Nam Minh còn phái nguyên Đại học sĩ Vương Ứng Hùng làm Binh bộ Thượng thư, Tổng đốc Xuyên, Hồ, Vân, Quý quân vụ, được ban Thượng Phương bảo kiếm tiện bề làm việc, đóng quân ở Tuân Nghĩa, chủ trì việc chống lại Trương Hiến Trung. Tháng 3 năm ấy, Tứ Xuyên Tuần phủ Mã Càn phái Phó tướng Tằng Anh mang quân phá được Trùng Khánh. Tiếp theo, các cánh quân đến hội binh với Vương Ứng Hùng ở Tuân Nghĩa, là các Phó tướng Dương Triển, Đồ Long, Mạc Tông Văn, Giả Đăng Liên… xin khôi phục Xuyên Nam. Ban đầu lấy Cam Lương Thần làm Tổng thống, phó là Hầu Thiên Tích, Đồ Long, hợp với Tham tướng Dương Triển, du kích Mã Ứng Thí, Dư Triêu Tông đều mang quân đến, được 3 vạn người. Vào tháng 3 phá được Tự Châu, quân Đại Tây tổn thất hơn ngàn người. Khi Phó tướng Tào Anh, Tham chánh Lưu Lân Trường cùng nhóm bộ tướng Vu Đại Hải, Lý Chiêm Xuân, Trương Thiên Tương,… đều chịu sự chỉ huy của Phàn Nhất Hành, có hơn 10 vạn quân. Họ đều không ngừng tấn công quân đội nông dân, hòng thu hồi đất đai đã mất.
Khi Trương Hiến Trung đóng quân ở phố Kim Sơn, muốn răn đe những binh sĩ trong đơn vị Tân Phụ không chịu gắng sức chiến đấu, Lưu Tiến Trung can rằng: "Sinh linh không thể giết bừa." Trương Hiến Trung không nghe, ngược lại điều Lưu trở về Kim Sơn gặp mặt, Lưu nghi ngờ, bèn chạy lên phía bắc đầu hàng nhà Thanh.
Đầu năm Đại Thuận thứ 3 (1646), nhà Thanh phái Túc Thân vương Hào Cách làm Tĩnh Viễn Đại tướng quân và Ngô Tam Quế thống soái đại quân Mãn Hán, toàn lực tiến đánh quân đội nông dân Đại Tây. Lúc này Tham tướng Dương Triển nhà Minh đã giành lại các châu huyện ở Xuyên Nam, đưa quân Bắc tiến, cùng quân đội của Trương Hiến Trung giao chiến ở trấn Giang Khẩu, huyện Bành Sơn. Trương Hiến Trung đại bại, lui về Thành Đô. Dương Triển dần áp sát mặt nam của Thành Đô, Vương Ứng Hùng lại phái Tằng Anh làm Tổng binh, Vương Tường làm Tham tướng, liên quân tấn công, ngăn cản quân đội Đại Tây tiến xuống phía đông. Họ tấn công ráo riết quân đội nông dân, uy hiếp nặng nề chính quyền Đại Tây. Đối với việc này, Trương Hiến Trung lấy cứng chọi cứng, kiên quyết đánh trả. Tháng 5, Hào Cách soái quân Thanh chiếm được Hán Trung.
Tháng 7, vì muốn lên Thiểm Tây ở phía Bắc nhằm chống lại quân Thanh, Trương Hiến Trung quyết định rời bỏ Thành Đô. Ông giết hết thê thiếp, con trai của ông còn nhỏ tuổi, cũng bị đánh chết. Ông nói với Tôn Khả Vọng: "Ta cũng là một anh hùng, không thể để con nhỏ lại cho người ta cầm tù, ngươi cuối cùng chính là thế tử của ta vậy. Nhà Minh đã 300 năm ở ngôi chính thống, chưa hẳn đã dứt, cũng là ý trời. Con trai của ta, nếu ngươi muốn về với nhà Minh, cũng không phải là hành vi bất nghĩa." Tiếp đó, Trương Hiến Trung chia quân của mình làm 4, rồi mệnh cho "4 vị tướng quân" (Tôn Khả Vọng, Lý Định Quốc, Lưu Văn Tú, Ngải Năng Kì), đều đưa hơn 10 vạn quân tiến đến Thiểm Tây. Giữa tháng 9, Trương Hiến Trung đưa quân rời khỏi Thành Đô, lên phía Bắc chống lại quân Thanh. Tháng 11, Trương Hiến Trung đóng quân ở núi Phượng Hoàng, Tây Sung.

## Cái chết
Quân Thanh dùng phản tướng Lưu Tiến Trung của quân Đại Tây làm hướng đạo tiến vào Xuyên Bắc. Ngày 26/11 năm Thuận Trị thứ 3 (1646), Hào Cách phái tướng lĩnh là Hộ quân Thống lĩnh Ngao Bái, trang bị gọn nhẹ để tiến quân, hòng bất ngờ tập kích nghĩa quân. Rạng sáng ngày 27, quân Thanh cùng quân đội của Trương Hiến Trung cách khe Thái Dương đối mặt, lập tức phát động tấn công. Trương Hiến Trung lập tức ứng chiến, chỉ huy quân đội nông dân chia ra mã bộ 2 hướng đánh trả quân Thanh. Bấy giờ, đại quân của Hào Cách vừa đến, sai Tham lĩnh Cách Bố Khố đánh vào cánh phải, Đô thống Chuẩn Tháp tấn công cánh trái của nghĩa quân. Chiến đấu vô cùng kịch liệt, tướng lĩnh Thanh là Cách Bố Khố bị giết chết, quân nông dân cũng tổn thất nặng nề.
Trương Hiến Trung không kịp chuẩn bị, nghe tin binh đến, chỉ khoác trên mình một chiếc áo chẽn dài chừng nửa cánh tay, hông giắt 3 mũi tên; dẫn nha tướng đến bờ sông quan sát hình thế. Lưu Tiến Trung chỉ cho tướng Thanh biết: "Đấy là Bát Đại vương!", tướng Thanh bắn tên ngầm, Trương Hiến Trung không may trúng tên, khi mất chưa tròn 40 tuổi.
Sau khi ông mất, bộ hạ đem xác bọc gấm, chôn ở nơi vắng vẻ, rồi trốn đi.
Bộ tướng của Trương Hiến Trung là Tôn Khả Vọng giết chết tướng nhà Minh là Tằng Anh đang giữ Trùng Khánh, dẹp bỏ trở ngại, tiến về Quý Châu ở phía Nam. Về sau, họ liên kết với chính quyền Nam Minh tiếp tục kháng Thanh, đến gần 20 năm sau, những năm đầu thời Khang Hi mới chấm dứt.

## Các nghi vấn về Trương Hiến Trung

### 1000 thuyền chở bạc bị chìm
Truyền thuyết kể rằng: Hơn 300 năm trước, Trương Hiến Trung mang theo 1000 con thuyền chở các thứ vàng bạc châu báu mà cả đời ông đánh cướp được, đến bến Lão Hổ, trấn Giang Khẩu, huyện Bành Sơn thì bị tướng nhà Minh Dương Triển bất ngờ tập kích, phần lớn đội thuyền đều chìm xuống sông.
Ngày 20 tháng 4 năm 2005, một đội thi công cho công trình thủy lợi của huyện Bành Sơn ở bến Lão Hổ, sông Dân, trong khi dùng máy xúc đã đào lên 10 đĩnh lớn bạc trong một xác tàu hàng bị đắm. Qua sơ bộ giám định, cán bộ huyện Bành Sơn cho rằng đây là quan ngân của nhà Minh. Vào 10 giờ 30 phút buổi trưa ngày hôm đó, theo báo "Hoa Tây đô thị": tại khu vực phụ cận cầu sông Dân, khi máy xúc đào sâu 3m dưới lòng sông của bến Lão Hổ, đã đưa lên một cái cây đã mục ruỗng, bên trong ruột có chứa bạc. Nhưng người ta không tìm thấy gì khác nữa trong khu vực.
Cho đến nay, sự thật về những con thuyền chở bạc của Trương Hiến Trung vẫn là một bí ẩn.

### Tranh luận về vấn đề "Trương Hiến Trung đồ Thục"
Theo "Minh hội yếu", quyển 50, dân số Tứ Xuyên vào năm Vạn Lịch thứ 6 (1578) là 310 vạn 2730. Theo "Tứ Xuyên đạo chí", quyền 17, vào năm Khang Hi thứ 14 (1685) là 270 vạn 8090. Hơn 30 vạn người mất đi, có phải là do Trương Hiến Trung khi còn ở Tứ Xuyên, đã nhiều lần tiến hành đồ sát, như nhà Thanh và giới nhà văn đương thời tố cáo?

#### Những buộc tội đối với Trương Hiến Trung
Trong tác phẩm "Trương Hiến Trung đồ Thục ký" do nhà Thanh biên soạn và tu đính sử liệu, chép rằng: năm Thuận Trị thứ 3 (1646), Trương Hiến Trung phải rời bỏ Thành Đô, trong lúc tuyệt vọng, đã tiến hành tàn sát, đốt phá Tứ Xuyên, gây ra thảm cảnh "trông ngóng ngàn dặm, không một bóng người"; là nguyên nhân gây ra sự thiếu hụt hơn 30 vạn người nêu trên. Ngoài ra, hơn 700 quan viên Đại Tây theo Trương Hiến Trung rời khỏi Thành Đô, đến khi ông tử trận ở núi Phượng Hoàng, chỉ còn 25 người, đều là bị ông giết hại.
Hơn 100 năm sau, Bành Tuân Tứ  trong 4 quyển "Thục bích" đã mô tả một cách sống động những cuộc đồ sát cực kỳ tàn nhẫn của Trương Hiến Trung ở Tứ Xuyên. Nhà văn Lỗ Tấn trong "Ký thuật", dựa vào tư liệu của "Thục bích", bày tỏ sự căm phẫn đối với Trương Hiến Trung và quân đội nông dân của ông.
Bành Tôn Di trong "Bình khấu chí" chép rằng: Vào năm Sùng Trinh thứ 8, Trương Hiến Trung phá hủy Phượng Dương, sĩ dân bị giết đến mấy vạn, mổ bụng đàn bà chửa, nướng trẻ con trên ngọn giáo, đốt trụi nhà cửa công tư hơn 2650 gian. Năm ấy Trương Hiến Trung chiếm Hòa Châu, ra tay vô cùng độc ác: trói người chồng rồi cưỡng dâm người vợ; buộc người cha phải cưỡng dâm con gái; trói đàn bà chửa vào cột, đoán xem trong bụng là nam hay nữ, rồi mổ ra xem; ném trẻ con vào chảo đang nóng, xem chúng nhảy nhót làm vui; … bắt đi hàng vạn trai gái, trên đường đi không thể mang theo nên giết sạch. Về sau, trong "Thanh giáo nhập Xuyên ký", các giáo sĩ truyền giáo người phương Tây cũng chép tương tự.
Con trai của Hoa Dương Huyện lệnh Thẩm Vân Tộ (bị quân Đại Tây giết chết) là Thẩm Tuân Úy trong "Thục nạn tự lược" chép rằng: Trương Hiến Trung phá hủy Thành Đô, mấy tòa điện của Vương phủ không thể đốt, thì rưới dầu từ trên cao xuống, rồi mới châm lửa. 2 trụ đá Bàn Long, là vật rất lớn, thì đem quấn lụa mấy chục lớp, tẩm dầu ba ngày, châm lửa thì trụ gãy. Quân đội của Trương Hiến Trung đến Tây Sung, không còn trăm họ để giết, thì giết sĩ tốt của mình, một ngày giết 1, 2 vạn người.

#### Những biện hộ cho Trương Hiến Trung
Tháng 11 năm 2009, học giả Trịnh Quang Lộ sau nhiều năm nghiên cứu, dựa trên nhiều sử liệu, đã xuất bản "Trung Quốc 300 niên lai lịch sử đại huyền án – ‘Trương Hiến Trung tiễu Tứ Xuyên’", là tác phẩm trọng điểm trong năm của Nhà xuất bản Dân tộc Tứ Xuyên.
Tác phẩm phản ánh quá trình thành lập và tiêu vong của chính quyền nông dân Đại Tây, ảnh hưởng của nó đối với lịch sử Trung Quốc, đánh giá một cách trung thực về hình tượng lịch sử của Trương Hiến Trung. Tác phẩm cũng nêu rõ:
- Năm 1646, Trương Hiến Trung mất, nhà Thanh tuyên bố đã dẹp được hơn 130 doanh, bình xong Tứ Xuyên. Nhưng thật ra, mãi đến năm 1659, nhà Thanh mới chiếm được Trùng Khánh. Phải trải qua 13 năm chiến loạn, nhà Thanh không thể đổ hết trách nhiệm của việc tỉnh Tứ Xuyên thiếu hụt dân số lên đầu Trương Hiến Trung được.
- Một tờ thiếp của quân Thanh vào năm 1649 công cáo: "dân – giặc lẫn lộn, hoặc giết cả thành, hoặc giết con trai giữ lại con gái."
- Thêm nữa, nếu Tứ Xuyên "trông ngóng ngàn dặm, không một bóng người" thì lấy ai để phản kháng nhà Thanh suốt 13 năm!?

#### Bia "Thất sát" và bia "Thánh dụ"
Sau khi Trương Hiến Trung tử trận, nhà Thanh tuyên bố tìm được trong quan thự của ông một tấm bia, vì văn bia có 7 chữ "sát" nên gọi là bia "Thất sát". Văn bia như sau: "thiên sanh vạn vật dĩ dưỡng nhân; nhân vô nhất thiện dĩ báo thiên; sát, sát, sát, sát, sát, sát, sát".
Bia "Thất sát" để lại một ấn tượng sâu sắc trong văn hóa Trung Quốc. Trong một thời gian dài, người ta xem Trương Hiến Trung như một ác nhân cực kỳ ghê sợ, một Ma vương giết người không gớm tay,…
Năm 1934, một nhà truyền giáo người Anh tìm được trong một ngôi mộ tập thể ở Quảng Hán một tấm bia, được xác định là của Trương Hiến Trung, gọi là 1 bia "Thánh dụ", văn bia như sau: "thiên sanh vạn vật dữ nhân; nhân vô nhất vật dữ thiên; quỷ thần minh minh, tự tư tự lượng" Lời văn không có chút sát khí nào, hoàn toàn khác hẳn với bia "Thất sát". Bia "Thánh dụ" ngày nay đã được chuyển về công viên Quảng Hán.